# 강한상
강한상(한국 한자: 姜漢相, 1966년 3월 20일 ~ )은 대한민국의 전 축구 선수이며, 포지션은 수비수였다.